# Virginia Slims of Chicago 1976
Il Virginia Slims of Chicago 1976 è stato un torneo di tennis giocato sul sintetico indoor. È stata la 5ª edizione del torneo, che fa parte del WTA Tour 1976. Si è giocato a Chicago, Illinois negli USA dal 25 al 31 gennaio 1976.

## Campionesse

### Singolare
Evonne Goolagong Cawley ha battuto in finale  Virginia Wade con il punteggio di 3–6, 6–3, 6–2

### Doppio
Ol'ga Morozova /  Virginia Wade hanno battuto in finale  Evonne Goolagong Cawley /  Martina Navrátilová con il punteggio di 6–7, 6–4, 6–4